# CSKA Moscou (handball masculin)
Ne pas confondre avec l'ancien club devenu Medvedi Tchekhov en 2001 ou le club féminin créé en 2019.
Maillots
Dernière mise à jour : 16 avril 2024.
Le CSKA Moscou (en russe : (мужской) гандбольный клуб ЦСКА Москва soit Handball Club du CSKA Moscou, où CSKA réfère au Центральный Спортивный Клуб Армии, Club sportif central de l'Armée) est un club masculin de handball situé à Moscou en Russie. Il évolue en Championnat de Russie depuis sa création en 2017 sous le nom de Spartak Moscou.

## Historique

### Spartak
Le club est fondé en 2017 sous le nom de Spartak (Спартак) par Sergueï Chichkariov (en), homme d'affaires et président de la Fédération russe de handball. Il est autorisé dès sa création à participer au Championnat de Russie de première division.
Le Spartak prend très vite la deuxième place dans la hiérarchie des clubs russes, derrière le Medvedi Tchekhov. Pour sa première saison, il termine la saison régulière du championnat à la deuxième place avec le même total que Tchekhov. Déjà battus en finale de la coupe par les Ours, le Spartak perd la finale du championnat en deux matchs face à ce même adversaire. La saison suivante, le Medvedi Tchekhov remporte encore la coupe aux dépens du Spartak mais les Moscovites terminent premiers de la saison régulière. Lorsque les deux rivaux se retrouvent en finale de la Superliga, le Spartak a l'avantage du terrain et gagne le match aller à Tchekhov mais le tenant du titre remporte, à l'extérieur, le match retour et la belle. En 2019-2020, une nouvelle fois vaincu en finale de la Coupe de Russie par Tchekhov, le Spartak termine la phase régulière du Championnat à la quatrième place. Avec l'arrêt des compétitions en raison de la pandémie de Covid-19, les play-offs ne sont pas disputés.
Sur la scène européenne, les débuts sont plus laborieux. En Coupe de l'EHF, le club ne passe pas un tour en deux participations : le Spartak est éliminé au deuxième tour par le BSV Berne en 2018-2019 puis au premier tour par le HK Malmö, vice-champion de Suède, l'année suivante. En 2019, le Spartak est la première équipe russe à intégrer Ligue SEHA. Dernier de son groupe avec un seul succès en dix matchs, il est largement battu en barrage.

### CSKA
En 2001, la section handball du CSKA Moscou, pourtant double championne de Russie en titre était dissoute et devenait le Medvedi Tchekhov qui en récupèrait le palmarès. En 2019, le handball réapparait au CSKA Moscou avec la fondation par Sergueï Chichkariov (en) du club féminin, immédiatement intégré au championnat de Russie. L'année suivante, le 17 mars 2020, le club masculin de handball du Spartak intègre le club de l'armée. Chichkariov explique que la marque Spartak ne prenait pas et que le ministère de la Défense, propriétaire du CSKA Moscou, apporte un soutien bien plus significatif au handball.

## Palmarès
Le palmarès comprend les résultats du Spartak (2017-2020).
- Championnat de Russie :
  - Vainqueur (2) : 2023, 2024
  - Deuxième (4) : 2018, 2019, 2021, 2022
- Coupe de Russie :
  - Vainqueur (1) : 2024
  - Finaliste (4) : 2018, 2019, 2020, 2022
- Supercoupe de Russie (ru) :
  - Vainqueur (1) : 2023
  - Finaliste en 2018, 2019 et 2020.

### Parcours
| Saison    | Niveau | Championnat   | Coupe     | Supercoupe (ru) | Coupe d'Europe     | Ligue SEHA                      |
| --------- | ------ | ------------- | --------- | --------------- | ------------------ | ------------------------------- |
| Spartak   |        |               |           |                 |                    |                                 |
| 2017-2018 | 1      | Vice-champion | Finaliste | non qualifié    | non qualifié       | non inscrit                     |
| 2018-2019 | 1      | Vice-champion | Finaliste | Finaliste       | C3 : 2e tour       | non inscrit                     |
| 2019-2020 | 1      | 4e            | Finaliste | Finaliste       | C3 : 1er tour      | 6e de poule, battu en play-offs |
| CSKA      |        |               |           |                 |                    |                                 |
| 2020-2021 | 1      | Vice-champion | 3e place  | Finaliste       | C3 : 1/8 de finale | non inscrit                     |
| 2021-2022 | 1      | Vice-champion | Finaliste | non qualifié    | C3 : 2e tour       | ?                               |
| 2022-2023 | 1      | Champion      | 3e place  | non qualifié    | non qualifié       | non participant                 |
| 2023-2024 | 1      | en cours      | Vainqueur | Vainqueur       | non qualifié       | 1/4 de finale (ru)              |

1. ↑  C3= Coupe de l'EHF/Ligue européenne.
2. ↑  La phase finale n'a pas eu lieu en raison de la pandémie de Covid-19.

## Joueurs

### Personnalités liées au club
Entraîneurs
- Vassili Filippov (de) : de 2017 à 2019
- Oleg Koulechov : de 2019 à octobre 2020
- / Velimir Petković : d'octobre 2020 à 2021
- Oleg Khodkov (en) : depuis 2021

Joueurs
- Pavel Atman (en) : de février 2020 à 2022
- Aleksandr Dereven : de 2017 à 2021
- Egor Evdokimov (en) : depuis 2017 à 2020
- Dimitri Kovalev : de 2017 à février 2020
- Igor Soroka (en) : de février 2020 à 2022
- Alexandre Tchernoïvanov (en) : de 2017 à 2020